# Mordini (famiglia)
La famiglia Mordini è una famiglia nobile italiana.

## Storia
Il primo stemma attestato fu utilizzato nel territorio pisano e consisteva di una torre di color rosso, sotto la quale veniva raffigurato un leopardo nell'atto di mordere una spada d'oro.
A Barga si trova il Palazzo Mordini, un tempo abitazione privata del senatore Antonio Mordini, ed oggi Museo del Risorgimento Italiano.
Antonio Mordini (1819-1902), Ministro dei Lavori pubblici e senatore del Regno d'Italia, fu molto vicino a Giuseppe Garibaldi. Dopo la Spedizione dei Mille, fu proclamato prodittatore di Sicilia e convocò il Plebiscito delle province siciliane del 1860 che de facto contribuiva alla fusione con il nascente Regno d'Italia.
Pronipote di Antonio, Alfredo Mordini (1902–1969) fu un personaggio politico e partigiano. Nell'aprile del 1937, Mordini si arruola nel Battaglione Garibaldi in difesa della Repubblica nella Guerra civile spagnola.
Leonardo Mordini (Barga, 2 novembre 1867 – Barga, 12 aprile 1943) è stato un diplomatico e storico italiano. Figlio del senatore Antonio Mordini, fu Console d'Italia a Costantinopoli, Buenos Aires, Cairo, Spalato, Budapest, Principato di Monaco, Bastia e Console Generale d'Italia a Lione.

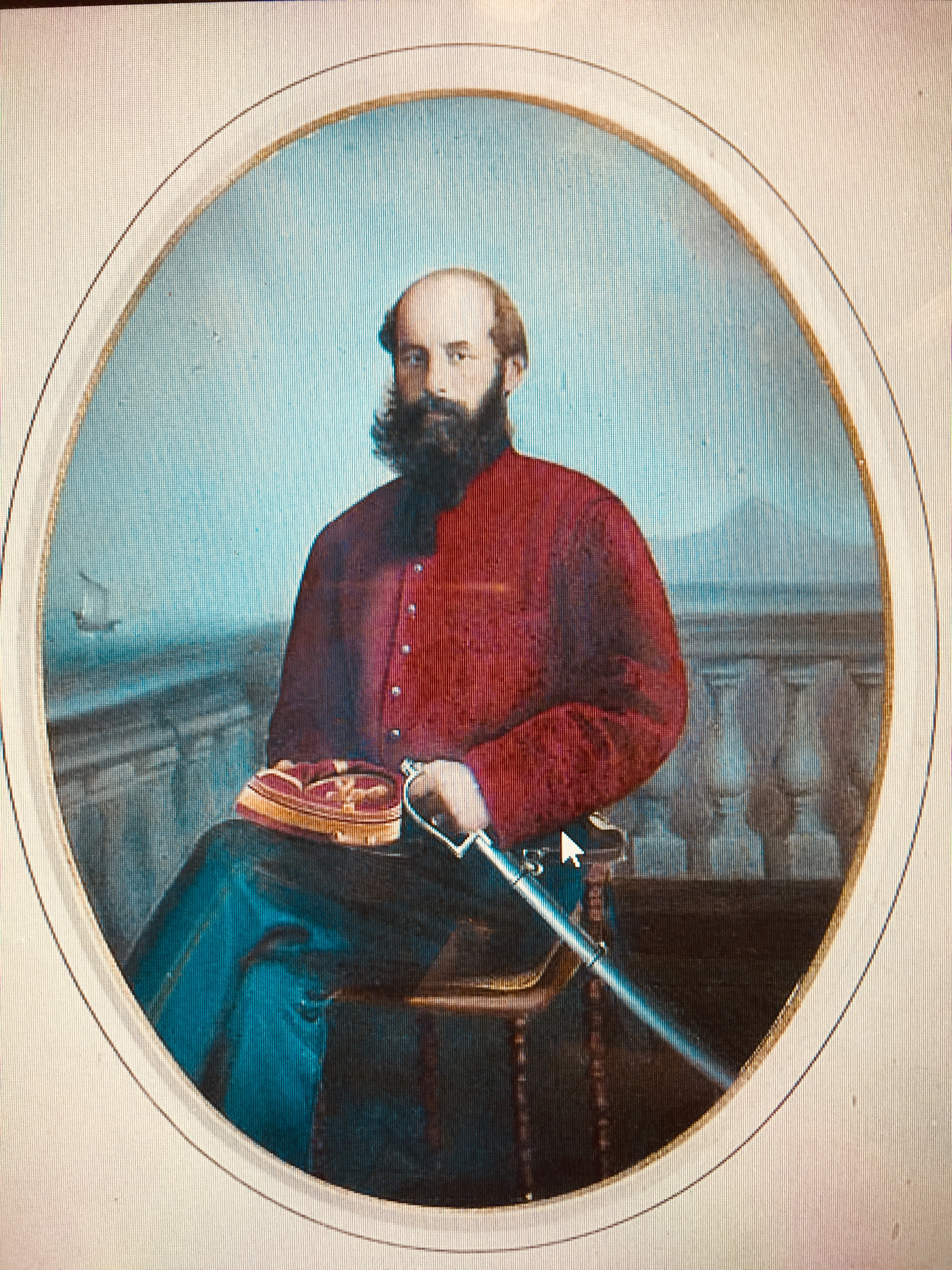
Ritratto di Antonio Mordini, Firenze, 1859.

Dopo un forzato esilio in Francia, alla caduta del fascismo Mordini rientra in Italia e si arruola nel movimento di Resistenza italiana. Nell'aprile del 1945, Alfredo Mordini entra nella Milano appena liberata, insieme alla 51ª Brigata "Capettini" della Divisione "Gramsci".
La pistola Beretta 1934, cal. 9 mm., matricola 778133, utilizzata da Aldo Lampredi nell'azione che condusse alla fucilazione di Benito Mussolini, fu consegnata ad Alfredo Mordini. Dopo la morte di Alfredo Mordini, nel 1969, la moglie consegnerà la pistola Beretta all'amico Piero Boveri. Dal 1983 essa è conservata al Museo storico di Voghera.
Attilio Mordini (1923 – 1966) fu scrittore e teologo. Collaborò alla rivista L'Ultima, fondata da Giovanni Papini, e a varie pubblicazioni di indirizzo cattolico. Mantenne rapporti collaborativi ed epistolari con l'elite intellettuale cattolica del dopo guerra, in particolare con Gianni Baget Bozzo, Giano Accame, Silvano Panunzio, Franco Cardini.

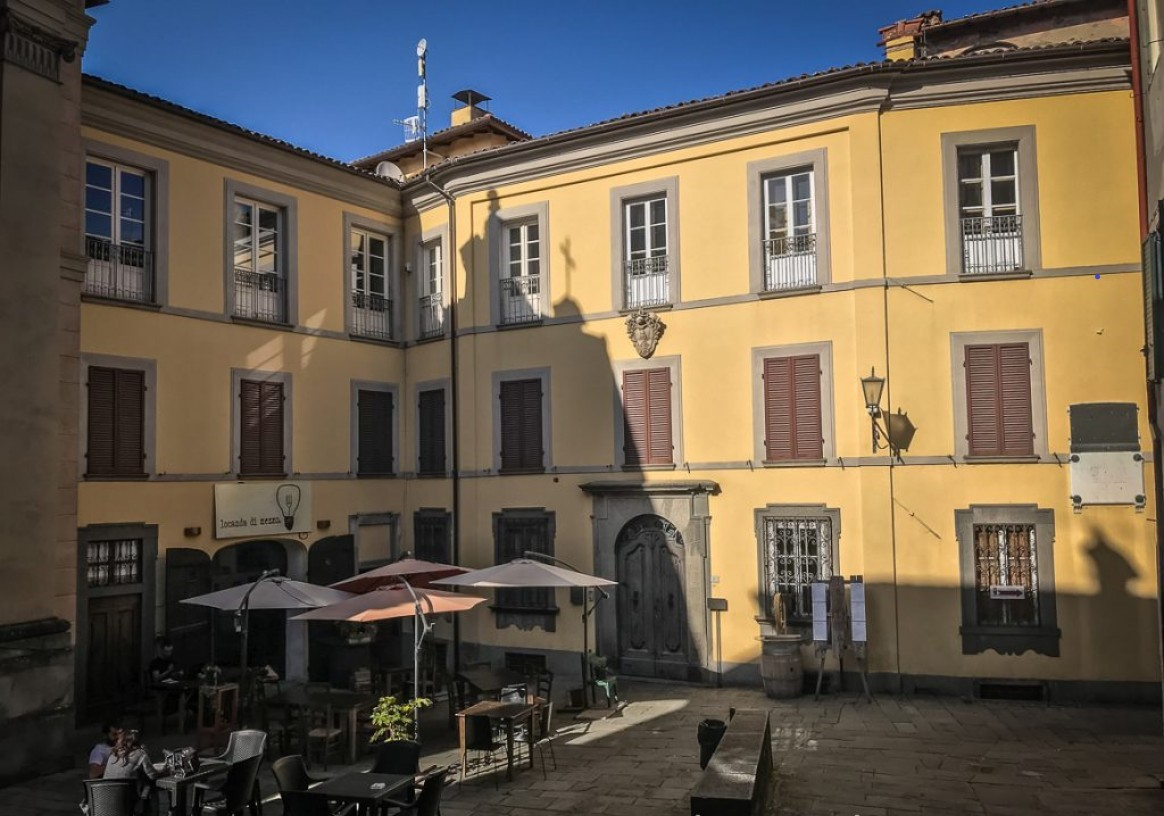
Palazzo della Famiglia Mordini, Barga.